# Urozelotes
Urozelotes is een geslacht van spinnen uit de familie bodemjachtspinnen (Gnaphosidae).

## Soorten
De volgende soorten zijn bij het geslacht ingedeeld:
- Urozelotes kabenge FitzPatrick, 2005
- Urozelotes mysticus Platnick & Murphy, 1984
- Urozelotes rusticus (L. Koch, 1872)
- Urozelotes trifidus Tuneva, 2003